# Isabel Bonner
Isabel Bonner (Pittsburgh, 12 de junio de 1907-Los Ángeles, 1 de julio de 1955) fue una actriz de teatro estadounidense.

## Biografía
Bonner nació el 12 de junio de 1907 en Pittsburgh, Pensilvania. Cuando era niña, comenzó su carrera en la compañía de teatro de su padre. Más tarde estudió en Nueva York con Alex Koiransky y María Uspénskaya, e hizo su debut en Broadway como ingenua en Let Freedom Ring. Tuvo varios papeles teatrales posteriores, incluidos papeles en Processional, Trojan Incident, Uncle Harry, Liliom, Medicine Show, Laura, Foolish Nation, The Front Page y The Biggest Thief in Town. También tuvo algunos papeles en televisión, como Suspense y The Philco Television Playhouse, y en las series de radio Nora Drake y The Right to Happiness 
Interpretó papeles varias veces en The Shrike, una obra de teatro escrita por su esposo, Joseph Kramm. Primero interpretó a la Dra. Barrow, una psiquiatra, durante su debut en Broadway en 1952. Luego, cuando la obra realizó una gira extendida por el este, interpretó a la esposa del protagonista masculino, interpretado por Dane Clark. En 1955, volvió a interpretar el papel de esposa en una temporada de cuatro semanas en el Carthay Circle Theatre en Los Ángeles, California.
El 1 de julio de 1955, mientras actuaba durante una escena de la obra que tuvo lugar en un hospital, se desplomó en una cama, habiendo muerto de una hemorragia cerebral. Clark, improvisando, puso su brazo alrededor de Bonner y dijo: «Ann, háblame. ¿Pasa algo? ¿Qué pasa, cariño? Te amo». Luego, al darse cuenta de que algo andaba mal, se volvió hacia las alas del escenario y dijo: «Bajen el telón». Un editor de cine en la audiencia, Harold Cornsweet, dijo más tarde sobre la escena improvisada: «Era tan realista que la gente del público estaba llorando». El funeral de Bonner se llevó a cabo el 7 de julio de 1955 en la Iglesia Episcopal de la Transfiguración, en Manhattan, Nueva York. Bonner apareció en la adaptación cinematográfica de 1955 de The Shrike, estrenada después de su muerte, como la Dra. Barrow.